# Dexter Sol Ansell
Dexter Sol Ansell, född den 16 september 2014, är en brittisk barnskådespelare. Han är son till Jonathan Ansell, sångare i gruppen G4.
Dexter Sol Ansell har bland annat medverkat i såpoperan Hem till gården där han under ett par säsonger spelade rollfiguren Lucas Taylor. Han har även medverkat i TV-serien The Midwich Cuckoos. Han kommer att spela huvudrollen som Egg/Prince Aegon Targaryen i TV-serien A Knight of the Seven Kingdoms, som är en prequel till Game of Thrones.

## Filmografi (i urval)
- 2022–2024 – Bad Sisters (TV-serie)
- 2022 – The Midwich Cuckoos (TV-serie)
- 2025 – A Knight of the Seven Kingdoms (TV-serie)